# Porte Colline
La porte Colline (latin : Porta Collina) est une des portes du mur servien, placée la plus au nord, entre la porte Quirinale et la porte Viminale.

## Localisation
La porte se situe sur la colline du Quirinal, à l'extrémité septentrionale de l'enceinte servienne, l'endroit le plus vulnérable de l'enceinte, ce qui en fait le théâtre de nombreuses attaques. Passé cette porte, les via Salaria et via Nomentana se séparent.

## Histoire
C'est à proximité de cette porte qu'a lieu le 1er novembre 82 av. J.-C. la bataille de la porte Colline, entre Sylla et les partisans de Marius, et qui voit le triomphe de Sylla.

## Description
Des vestiges de cette porte ont été mis au jour en 1872 puis en 1996 à l'angle des actuelles Via XX settembre et Via Goito, sous le coin nord-est du bâtiment abritant le ministère des finances.
Les deux longs murs de la porte convergent vers la ville et sont renforcés par deux bastions évoqués par Juvénal et Sidoine Apollinaire.